# Carlota Tupou III de Tonga
Carlota Tupou III(Sālote Mafile‘o Pilolevu; Nukualofa, 13 de marzo de 1900 - Auckland, 16 de diciembre de 1965) fue reina de Tonga desde el 5 de abril de 1918 hasta su fallecimiento en 1965.

## Primeros años y educación

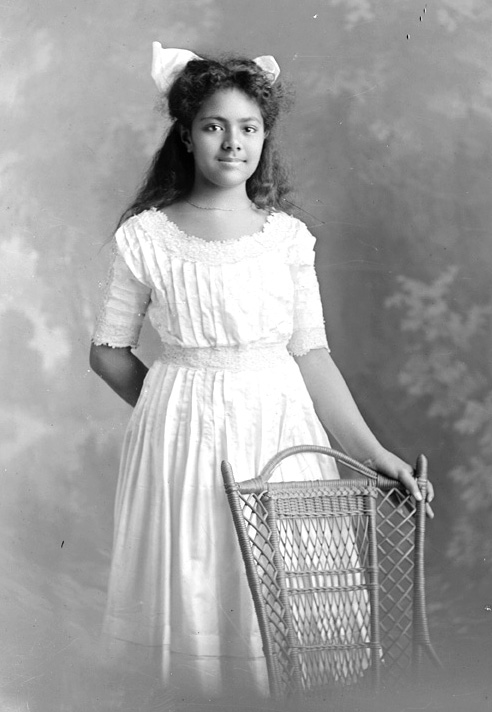
La princesa Salote en 1911

Salote (castellanizado como Carlota) nació como primogénita del rey Jorge Tupou II y de su primera esposa, la reina Lavinia Veiongo Fotu, el 13 de marzo de 1900. Fue bautizada y nombrada en honor a su bisabuela Carlota Mafile‘o Pilolevu (hija de Jorge Tupou I). No era popular, ya que se la consideraba nacida de la "madre equivocada" debido al rango inferior de su madre y le disgustaba tanto que no era seguro para ella salir del palacio.
En diciembre de 1909, Carlota fue enviada a Auckland para comenzar cinco años de educación en Dicesan High School for Girls. Después de diciembre de 1914, su padre le ordenó que se quedara en Tonga, ya que la probabilidad de que la reina Anaseni diera a luz a un heredero varón era baja. Más tarde comenzó un curso de instrucción en Historia y Costumbres de Tonga. Su madre, la reina Lavinia, murió de tuberculosis el 25 de abril de 1902. Después de su muerte, los jefes de Tonga instaron al rey Jorge Tupou II durante muchos años a volver a casarse para producir un heredero varón. El 11 de noviembre de 1909, su padre contrajo matrimonio con 'Anaseini Takipō, de 16 años. La reina Anaseni dio a luz dos veces, ambas niñas: la princesa ʻOnelua (nacida el 20 de marzo de 1911; murió de convulsiones a los seis meses, el 19 de agosto de 1911) y la princesa ʻElisiva Fusipala Taukiʻonetuku.

## Matrimonio y descendencia
Se casó con el noble Viliami Tungī Mailefihi, el 19 de septiembre de 1917, ella solo tenía 17 años, mientras que él 28. Tungī era hijo del Honorable Siaosi Tuku'aho (Lord Tungi de Tatakamotonga) quien se había desempeñado como primer ministro de Tonga entre 1890 y 1893, y de Lady Mele Siu'ilikutapu, que era la nieta de Tu'i Vava'u. Tuvieron 3 hijosː 
- Príncipe Siaosi Tāufʻāhau Tupoulahi (1918-2006), que la sucedió como el rey Taufa'ahau Tupou IV.
- Príncipe Uiliami Tukuʻaho (1919-1936).
- Príncipe Sione Ngū Manumataongo (1922-1999), que sería nombrado Fatafehi Tu’i Pelehake, e investido como el 5.° Tu'ipelehake.

## Reinado

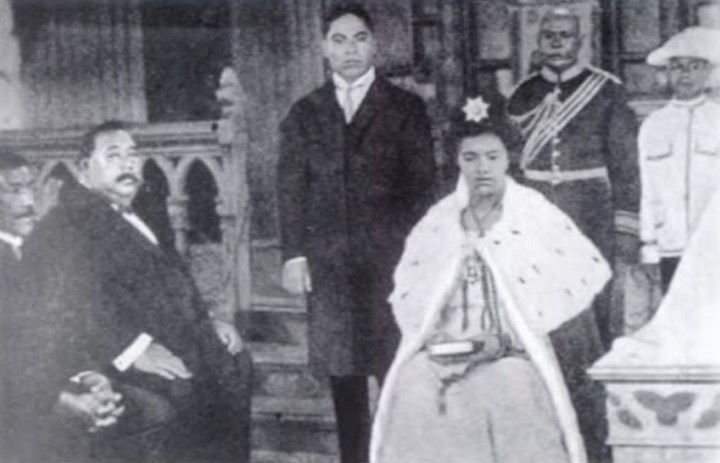
La reina Carlota junto a su esposo, el príncipe Viliami Tungī Mailefihi el día de su coronación.

Carlota asendio al trono de tonga cuando contaba con 18 años y 23 días, por lo que se evitó una regencia, aunque como tal, las regencias no existen en tonga, puesto que por ley el soberano reina el pueblo y las leyes independiente sobre la edad que tenga, aun así, es de aceptación general de los 18 años cumplidos se considera como la mayoría de edad legal.
Su coronación se llevó a cabo el 11 de octubre de 1918 en la Capilla Real; dos días antes había sido investida como la 21.° Tuʻi Kanokupolu, el título tradicional de Tongatapu, proveniente del linaje de los primeros gobernantes de Tonga.
Tonga se vio afectada por la pandemia de gripe de 1918, con 1800 habitantes de Tonga muertos, alrededor del ocho por ciento de los residentes.

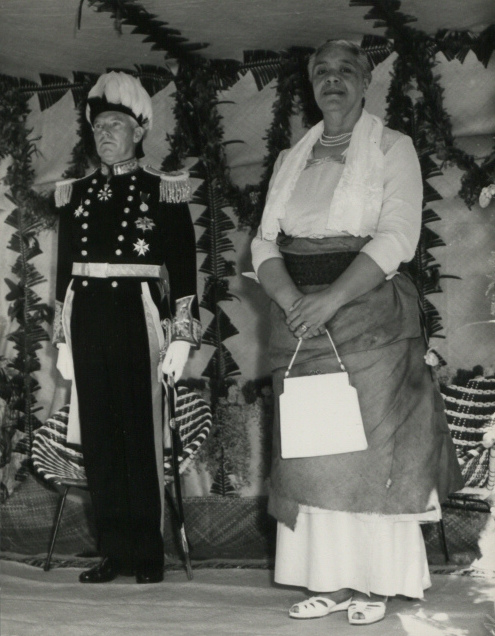
La reina Carlota de Tonga con Sir Kenneth Maddocks, Gobernador de Fiyi y Comisionado Jefe del Reino Unido para Tonga

En 1923, nombró a su esposo como primer ministro, que duraría en el cargo hasta su muerte en 1941. A su vez, designó a europeos para conformar el gabinete, lo que generó críticas de la clase política de élite del país. Sin embargo, la participación de extranjeros contribuyó al desarrollo de la agricultura y del sistema de salud. En 1924 unificó la Misión Wesleyana y la Iglesia Libre, creando la Iglesia Wesleyana Libre de Tonga, acción que terminó con protestas. La familia real es seguidora de esta denominación religiosa desde entonces, y por lo tanto, se la considera una iglesia estatal de facto.
Durante la Segunda Guerra Mundial, el país apoyó al bando aliado; el 3 de septiembre de 1939, Tonga fue una de las primeras naciones en declarar la guerra a la Alemania nazi. Ese mismo año nacieron los Servicios de Defensa de Tonga, y en 1942, Nueva Zelanda ayudó a capacitar a dos contingentes de dos mil efectivos tonganos que lucharon en la Campaña de las Islas Salomón. Para contribuir al esfuerzo bélico, la reina Carlota ordenó la recaudación 15 000 libras esterlinas en fondos, para la adquisición de tres supermarine spitfires que serían donados a la Real Fuerza Aérea (RAF); finalmente los cazas fueron nombrados: Queen Salote, Prince Tungi and Tupou I. Además, tropas estadounidenses fueron estacionadas en la isla de Tongatapu, y se convirtió en un importante centro de tránsito para las rutas marítimas de los Aliados durante la guerra.

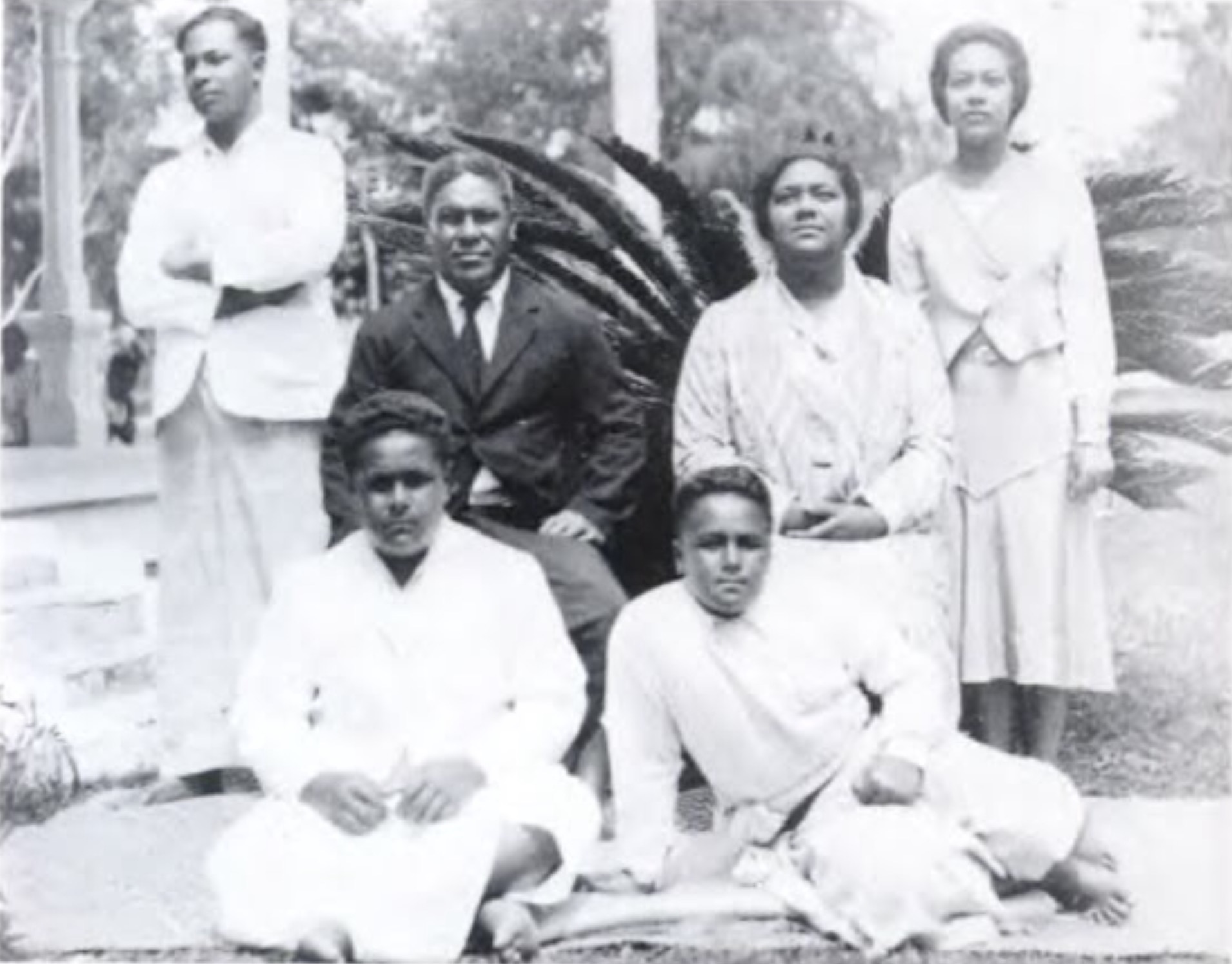
Familia real tongana en 1930.

Captó la atención internacional cuando, durante su única visita a Europa, asistió a la coronación de la reina Isabel II en 1953 en Londres. Durante la procesión de la coronación, comenzó a llover y se colocaron capuchas en los carruajes que trasladaban a los invitados. Como la costumbre de Tonga dicta que no se deben imitar las acciones de las personas a las que se está honrando, ella rechazó una capucha y viajó bajo la lluvia torrencial en un carruaje abierto con el sultán Ibrahim IV de Kelantan, ganándose el cariño por los espectadores.

Sirvió como presidenta del comité de las tradiciones de Tonga (1954-1965) y fue designada Dama Comandante de la Excelentísima Orden del Imperio Británico en 1932, posteriormente se le concedió la Gran Cruz de dicha orden, en 1945. Compuso canciones y escribió poemas, que fueron publicados en 2004 en el libro Songs and poems of Queen.  El 4 de junio de 1970, el estatus de protectorado cesó, bajo los arreglos establecidos antes de su muerte en 1965.

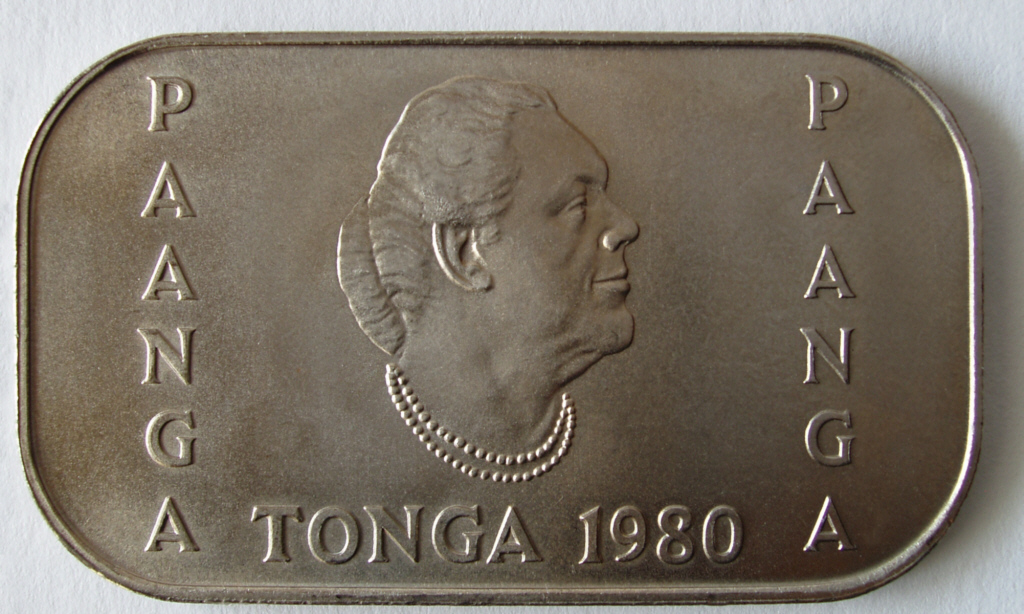
Moneda de T$1 Paʽanga de 1980, con el retrato de la reina Carlota.

## Muerte

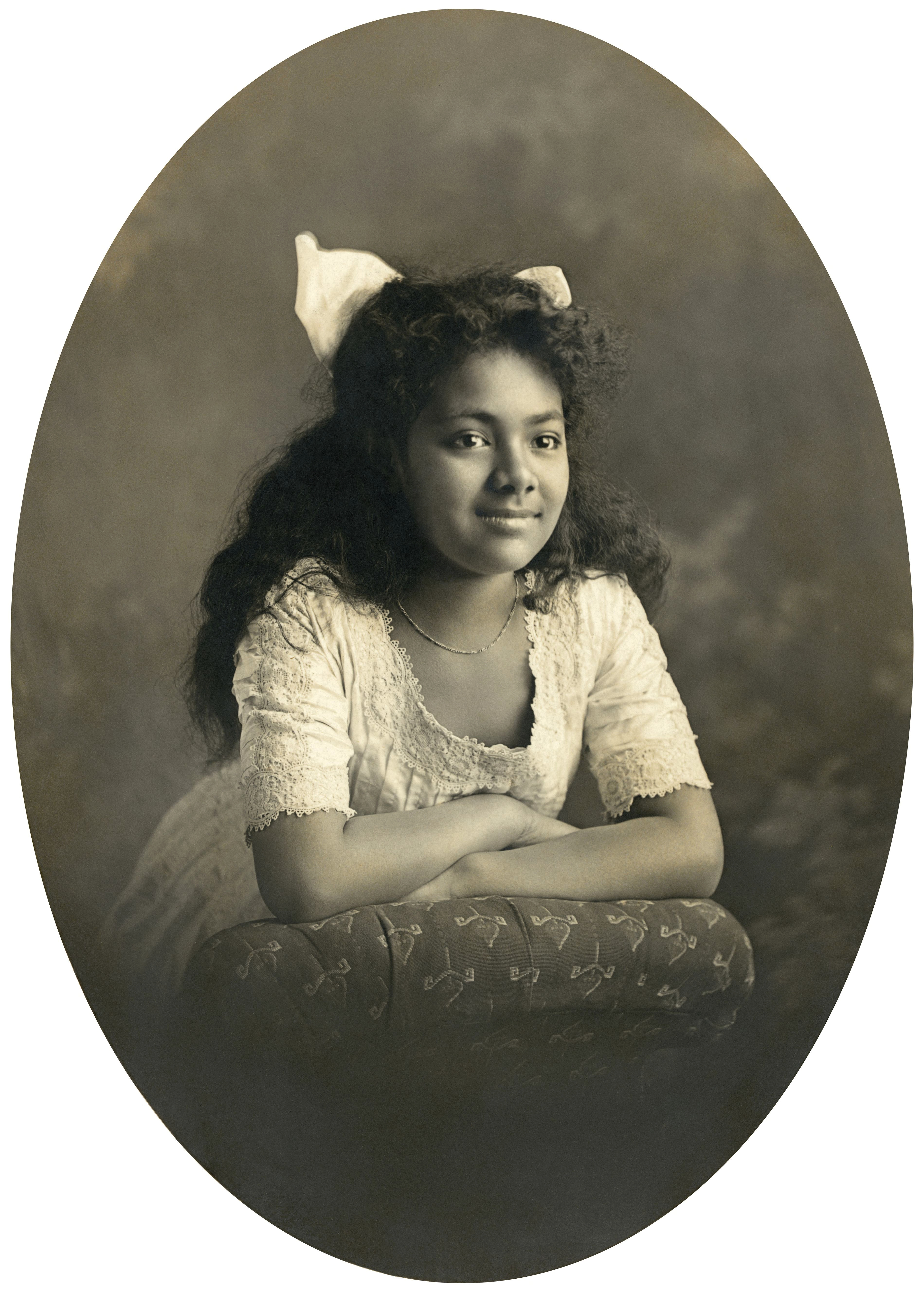
1908

A principios de noviembre de 1965, la reina Carlota fue trasladada en un avión de la RAF a Auckland para recibir tratamiento hospitalario. Un mes después, su estado se agravó y falleció el 16 de diciembre, en el hospital de Aotea. El funeral tuvo lugar el 23 de diciembre en Nukualofa. Más de 200 hombres llevaron el féretro desde el palacio real hasta las tumbas reales de Mala'ekula. La reina Isabel II estuvo representada en la ceremonia por el gobernador general de Nueva Zelanda y las banderas en Londres ondearon a media asta ese día.

## Distinciones honoríficas

### Distinciones honoríficas tonganas
- Soberana Gran Maestre de la Orden de la Corona de Tonga (05/04/1918).
- Soberana Gran Maestre de la Real Orden del Rey Jorge Tupou I (05/04/1918).
- Soberana Gran Maestre de la Real Orden de Pouono (05/04/1918).

### Distinciones honoríficas británicas
- Dama comendadora de la Excelentísima Orden del Imperio Británico (1932).
- Medalla del Jubileo de Plata del Rey Jorge V (03/06/1935).[2]
- Medalla de la Coronación de Jorge VI (12/05/1937).[2]
- Dama gran cruz de la Venerable Orden de San Juan (1942).
- Dama gran cruz de la Excelentísima Orden del Imperio Británico (1945).
- Medalla de la Coronación de Isabel II (02/06/1953).
- Dama gran cruz de la Real Orden Victoriana (1953).
- Dama gran cruz de la Distinguidísima Orden de San Miguel y San Jorge (1965).